# Hoplopleura pelomydis
Hoplopleura pelomydis är en insektsart som beskrevs av Ferris 1921. Hoplopleura pelomydis ingår i släktet Hoplopleura och familjen gnagarlöss. Inga underarter finns listade i Catalogue of Life.